# Museo de arte metropolitano de Tokio
El Museo de arte metropolitano de Tokio (東京 都 美術館 (Tōkyōto Bijutsukan?)) es un museo de arte en Tokio, Japón. Es uno de los muchos museos de Japón que cuenta con el apoyo de un gobierno prefectural.
El museo se encuentra en el parque Ueno.

## Historia
Inaugurado en 1926 como Museo de Arte de la Prefectura de Tokio (Tōkyō-fu bijutsukan), el museo sirve principalmente para exposiciones, pero también tiene su propia colección. El museo se conoce popularmente como "Ueno no bijutsukan" [Museo de Arte de Ueno] porque se encuentra en el parque del mismo nombre y así se distingue del Museo Nacional de Arte que se encuentra cerca. El edificio principal, que se inauguró en septiembre de 1975, es obra de Maekawa Kunio. El edificio tiene una superficie de 6796 m² y una superficie total de 31 984 m². Del área total, 10 488 m² están disponibles para las exposiciones temporales, y están reservados para la exposición permanente 1707 m².
El edificio está destinado a las exposiciones anuales regulares de asociaciones de artistas y otros organismos, para exposiciones temporales propias y para la exposición permanente de sus propios bienes. Esto incluyó pinturas, esculturas, grabados del presente, un total de alrededor de 3000 piezas. En 1994, sin embargo, la colección llegó al nuevo Museo de Arte Contemporáneo de Tokio, que luego devolvió parte de las esculturas y la caligrafía. Su propia colección ahora incluye 12 esculturas y 36 obras caligráficas.

## Obras de la colección de escultura
- Igarashi Haruo (五十嵐 晴夫) „Möbius-Struktur“; 1978; Granito,
- Suzuki Hisao (鈴木 久雄; * 1946): „P3824 M 君までの距離“ (P3824 M Entfernung zu Dir); 1977; Granito,
- Inoue Bukichi (井上 武吉; 1930-1997): „Plus and Minus No.55“; 1975; obra realizada en acero inoxidable,
  - „my sky hole 85-2 光と影“ (Licht und Schatten); 1985; Bola de acero inoxidable pulido,
- Yasuda Haruhiko (保田 春彦; 1930-2018): „堰の見える遠景“ (Gatter aus der Ferne gesehen); 1975; Granito y rostfreier Stahl,
- Oda Jō (小田 襄; 1936-2004): „円柱の領域“ (Bereich eines runden Pfeilers); 1975; realizada en acero inoxidable,
- Mogami Hisayuki (最上 壽之; * 1936): „イロハ... “ (Alphabet); 1979; escultura de piedra,
- Horiuchi Masakazu (堀内 正和; 1911–2001): „三本の直方体B“; (Dreiteiliger Ständer B); 1978;  realizada en acero,
  - „三つの立方体A“ (Drei stehende Körper); 1978; realizada en acero inoxidable,
- Tatehata Kakuzō (建畠 覚造; 1919-2006): „さ傘 “ (Der Schirm); 1973; obra metálica de aluminio y hierro,
- Asakura Fumio (朝倉 文夫; 1883-1964): „佐藤慶太郎像“ (Büste Satō Keitarō[3]); 1926, escultura de bronce y
- Joseph-Antoine Bernard (1866-1931): „舞踏“ (Tanz); 1925; Steinrelief.